# Philippe Starck
Philippe Starck, född 18 januari 1949 i Paris, Frankrike, är en världsledande fransk designer utbildad på École Camondo i Paris. Starck ger vanligtvis form åt vardagsnära konsumentprodukter, så kallad industridesign, alltifrån tandborstar till stolar, ofta med ett ganska stramt och avskalat formspråk med inslag av populärkultur. Exempel på design av Starck: en citruspress med namnet Juicy Salif som blev något av en symbol för det sena 1900-talet, för företaget Alessi, en motorcykel för Aprilia, en datormus för Microsoft, en serie lampor i form av vapen. Starck har som arkitekt ritat Asahi Beer Hall i Tokyo och Japan. 
Han har designat fartyg som bland annat megayachten A och segelyachten A åt den ryske oligarken Andrej Melnitjenko.

## Galleri

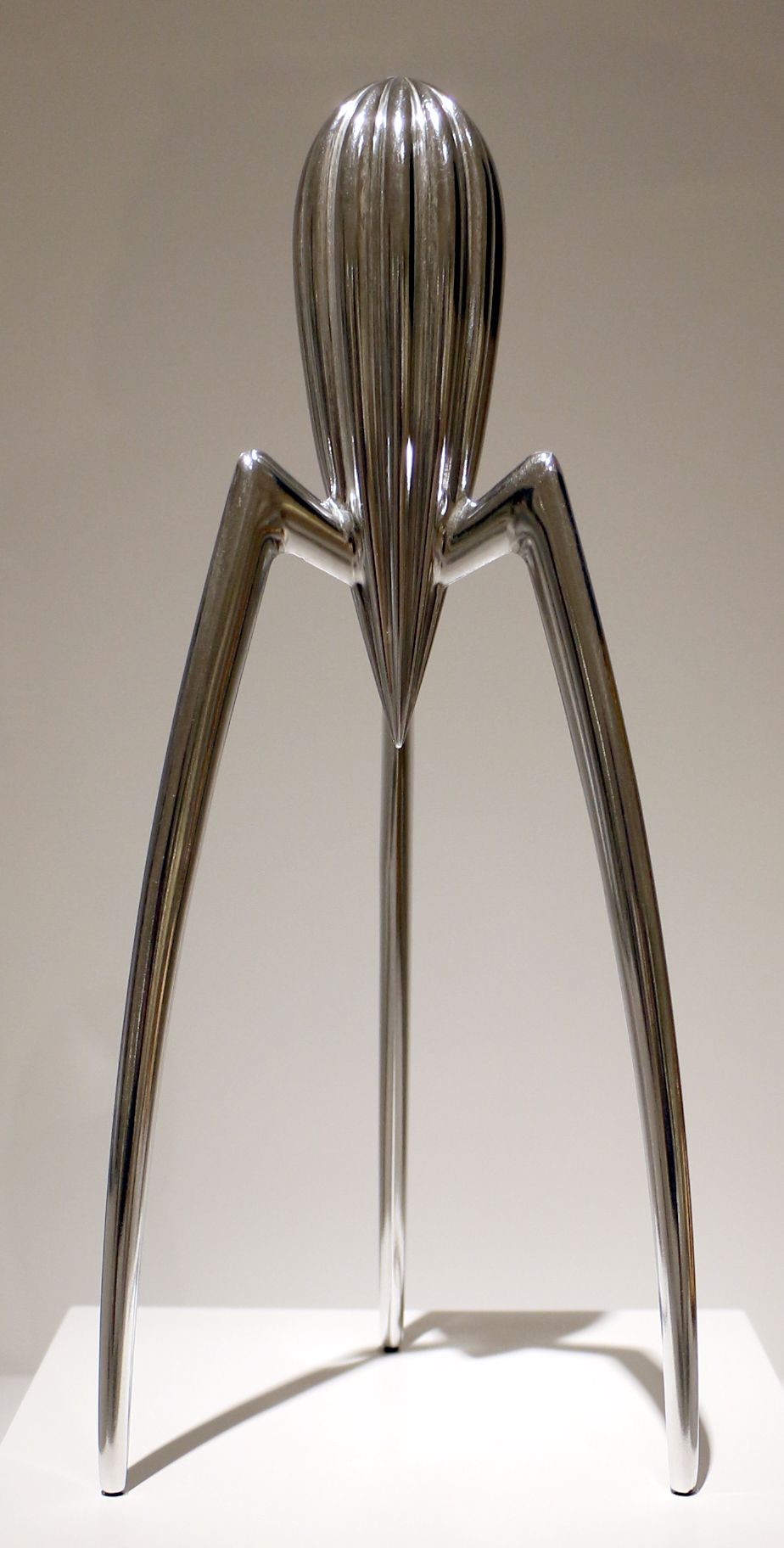
Citruspressen Juicy Salif.
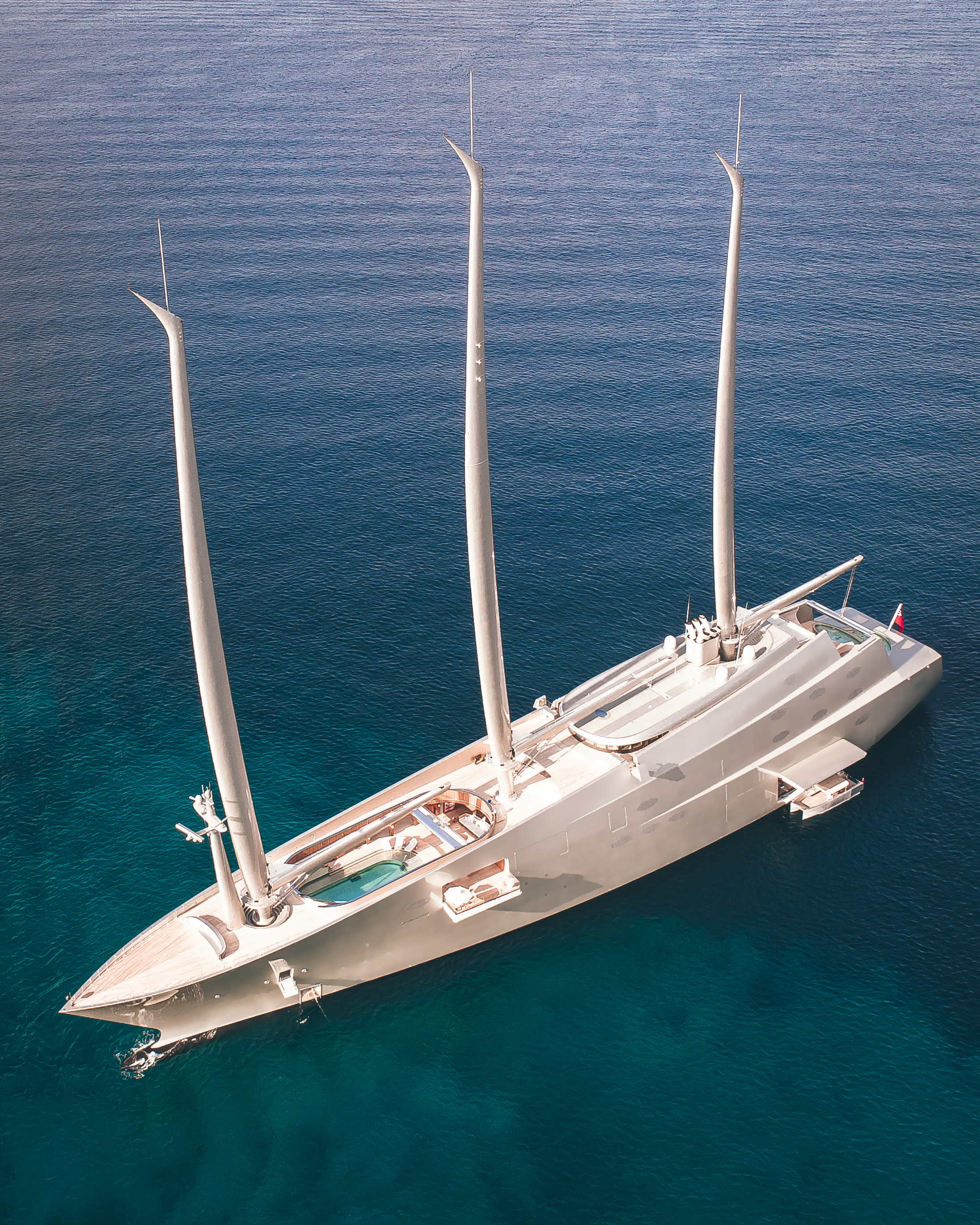
Sailing Yacht A
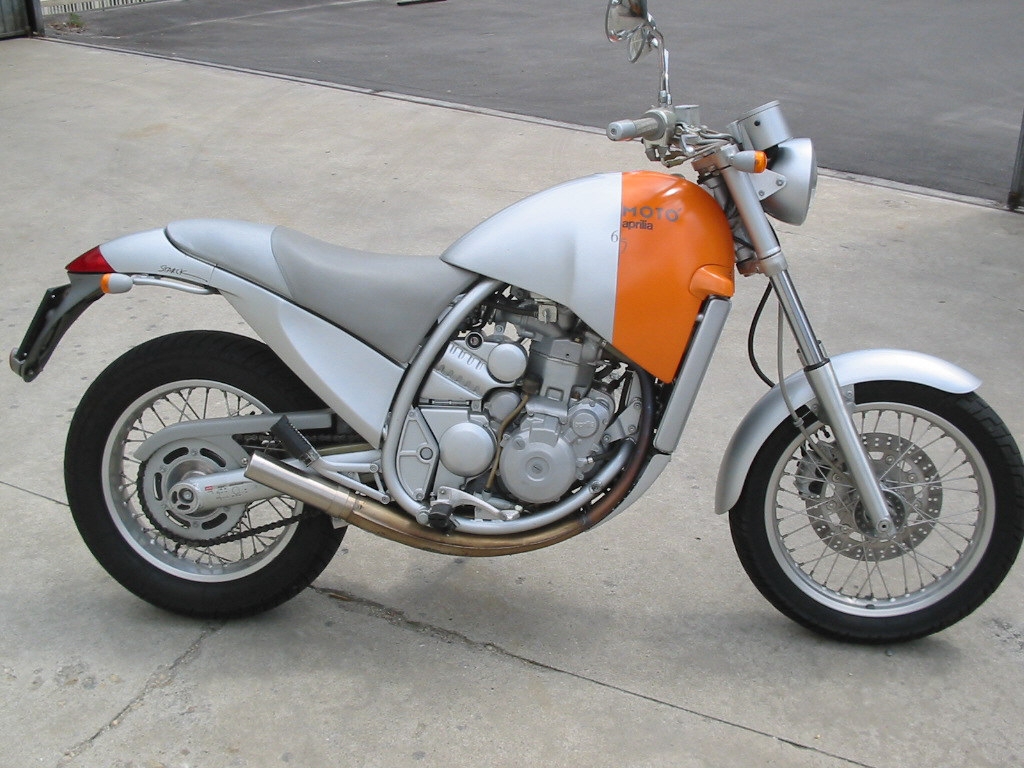
Aprilia Moto 6.5.
- Timeless design is not a cliche